# 工業4.0
工業4.0（英語：Industry 4.0），或稱生產力4.0，是一個德国政府提出的高科技計劃。又称为第四次工業革命、2013年德國聯邦教育及研究部和聯邦經濟及科技部将其纳入《高技术战略2020》的十大未来项目，投资预计达2亿欧元，用來提昇製造業的電腦化、數位化和智能化。德国机械及制造商协会（VDMA）等设立了“工业4.0平台”；德國電氣電子及信息技術協會发布了德国首个工业4.0标准化路线图。

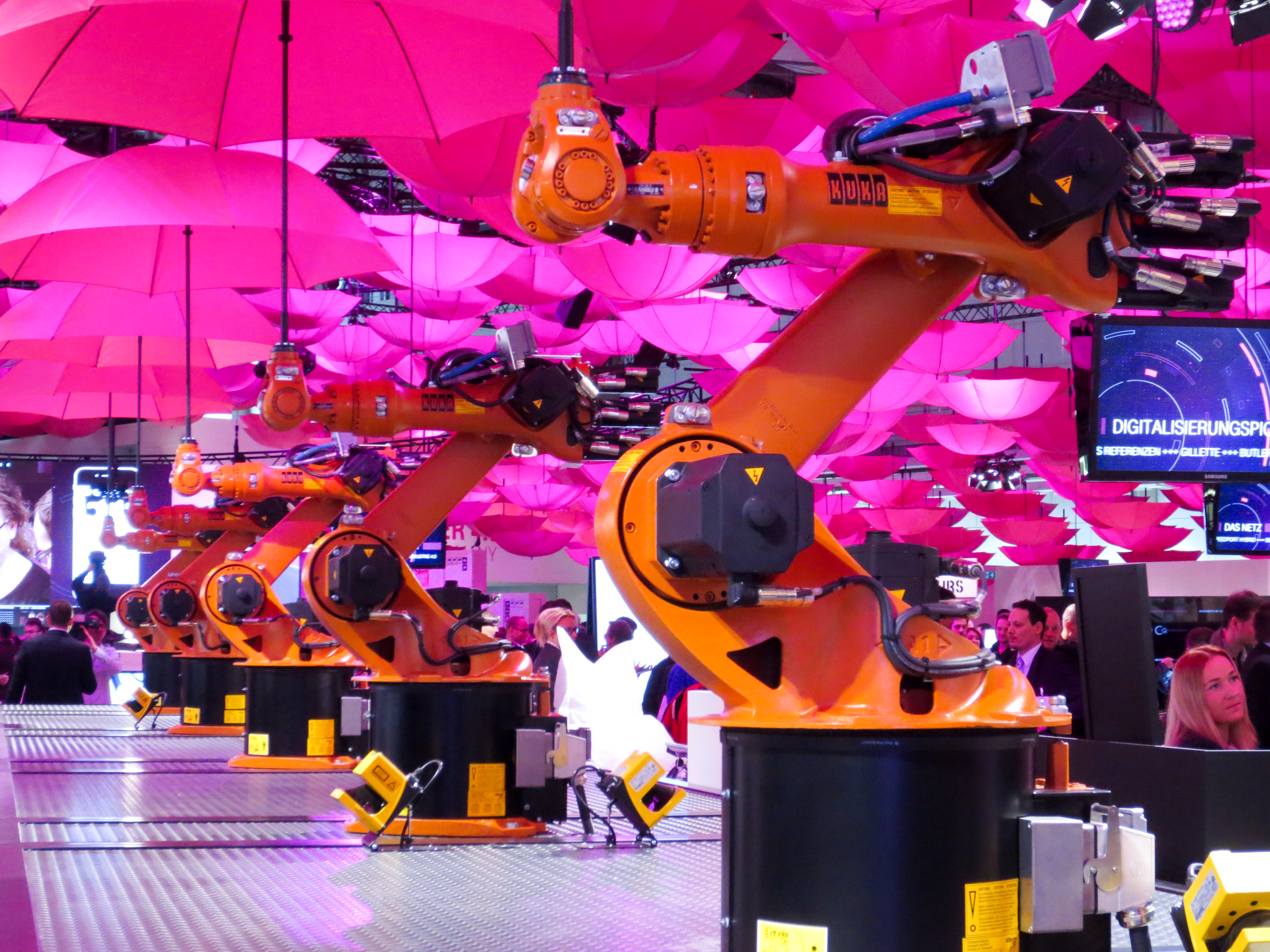
德國機械人展

所謂的4.0目標與以前不同，不單創造新的工業技術，而是著重於現有的工業相關的技術、銷售與產品體驗統合起來，透過工業人工智慧的技術建立具有適應性、資源效率和人因工程学的智慧工廠，並在商業流程及價值流程中整合客戶以及商業伙伴，提供完善的售後服務。其技術基礎是智慧整合感控系統及物联网。這樣的架構雖然還在摸索，但如果陸續成真且實際應用，最終將能建構出一個有感知意識的新型智能工業世界，能透過分析各種大數據，直接生成一個充分滿足客戶的相關解決方案產品（需求客製化），更可利用電腦預測，例如天氣預測、公共交通、市場調查數據等等，及時精準生產或調度現有資源、減少多餘成本與浪費等等（供應端優化），需要注意的是工業只是這個智慧世界的一個部件，需要以“工業如何適應智慧網絡下的未來生活”去理解才不會搞混工業的種種概念。
第四次工業革命可以實現的時間，各方說法不一；德國電氣電子及信息技術協會的會員中只有四分之一認為2020年前會有大規模的實施，而工業通訊標準、安全性和人員培訓都是較大的問題。

## 敘述
四次工业革命：第一次工业革命是利用水力及蒸汽的力量作為动力源突破了以往人力與獸力的限制，第二次工业革命则使用电力为大量生产提供动力與支持，也讓機器生產機器的目標實現，第三次工业革命則是使用电子设备及資訊技術（IT）來消除人為影響以增進工業制造的精準化、自动化。工业4.0的核心词汇是智慧整合感控系統，而且是高度自動化，可以主動排除生產障礙，在中国制造2025和美国制造业振兴计划也都提到了。
德國的工业4.0一词最早是在 2011 年的漢諾威工業博覽會提出。2012年10月由罗伯特·博世有限公司的 Siegfried Dais 及利奥波第那科学院的孔翰宁组成的工业4.0工作小組，向德国联邦政府提出了工业4.0的实施建议。2013年4月8日的汉诺威工业博览会中，工业4.0工作小组提出了最终报告。

## 類似計劃
在美國一個稱為「智能製造領導聯盟」（Smart Manufacturing Leadership Coalition, SMLC）的組織，是非營利性組織，由製造業公司、供應商、技術公司、製造商集團、大學、政府機構和實驗室所組成。目標在於讓製造業的上下游產業形成一協同研發、實作和推廣的團體，期望發展出相關的方法、標準、平台和共享的基礎架構，促進智能化製造。

## 沿革

### 第一次工業革命(1760~1840)
機械化：蒸汽動力帶動機械化生產。產業經濟創新包括以工廠製造代替了手工製造。

### 第二次工業革命(1870~1914)
電氣化：電器動力帶動自動化生產。產業經濟創新包括電力工廠、電器製造、鑄鐵、鐵路和化學品等重工業興起。

### 第三次工業革命(1947~2011)
資訊化：電子設備及資訊技術(IT)帶動數位化生產。產業經濟創新包括原子能技術、電子、電腦技術、生物工程技術的發明與應用等。

### 第四次工業革命(2011~)
物聯網：產業經濟創新包括建構出一個有智能意識的產業世界，發展具備有適應性、資源效率、人機協同工程的智慧工廠，以貫穿供應鏈夥伴流程及企業價值流程，創造產品服務化與客製化的供應能力。
「工業4.0」一詞最早出現在2011年的漢諾威工業博覽會(Hannover Fair)，由德國學術界和產業界推動下形成，現在它已經成為了德國的國家戰略。而工業4.0也有了先期模板，德國的企業正展開一系列生產實驗。